# Мимар Синан (квартал в Еюпсултан)
„Мимар Синан“ (на турски: Mimar Sinan) е квартал на Истанбул, разположен в градска околия Еюпсултан. Общата му площ е 16,5 км2. Според данни на Адресната система за регистриране на населението (ABPRS) към 2024 г. населението на „Мимар Синан“ е 7490 жители.